# تلما کارپنتر
تلما کارپنتر (انگلیسی: Thelma Carpenter؛ ۱۵ ژانویهٔ ۱۹۲۲ – ۱۴ مهٔ ۱۹۹۷ (۷۵ سال)) یک موسیقی‌دان اهل ایالات متحده آمریکا بود. وی بین سال‌های ۱۹۳۲ تا ۱۹۹۷ میلادی فعالیت می‌کرد.
از فیلم‌ها یا برنامه‌های تلویزیونی که وی در آن نقش داشته است می‌توان به ویز اشاره کرد.